# Aïcha Liviana Messina
Aïcha Liviana Messina (París, 4 de septiembre de 1976) es una filósofa francesa radicada en Chile.

## Biografía
Liviana Messina cursó sus estudios de licenciatura y obtuvo su magister en filosofía en la Universidad de París I Panthéon-Sorbonne, en Francia.
Obtuvo su Doctorado en Filosofía en la Universidad de Estrasburgo II con la tesis El inocente destino de la filosofía, bajo la conducción del filósofo francés Gérard Bensussan.
Su campo de trabajo abarca la filosofía continental, filosofía y literatura y filosofía contemporánea francesa.
Entre marzo de 2020 y 2021 fue directora del programa de Doctorado en Filosofía de la Universidad Diego Portales. Actualmente profesora titular de la misma unviersidad y directora del Instituto de Filosofía (ex Instituto de Humanidades) de dicha casa de estudios.
Es columnista en medios de prensa chilenos tales como La Tercera, The Clinic y El Mostrador.

## Obras

### Libros
- Poser me va si bien. POL, 2005.
- Argent/Amour. Le livre blanc de manuscrits de 1844. Ed. Les carnets du portique, 2009.
- Entonces soy yo. Cuadro de Tiza Ediciones, 2015.
- L’anarchie de la paix. Levinas et la philosophie politique.[12] Editions du CNRS, 2018.
- Feminismo y revolución. Crónica de una inquietud. Santiago 2019.[13] Metales Pesados, 2020.
- La anarquía de la paz. Levinas y la filosofía política. Ediciones UDP, 2021.
- The writing of innocence. Maurice Blanchot and the Deconstruction of Christianity. SUNY, 2022.

### Libros publicados en colaboración
- Una falla en la lógica del universo. Cartas desde la cornisa, junto a Constanza Michelson. Metales Pesados, 2020.